# Korpisaari (ö i Finland, Birkaland, Tammerfors, lat 61,65, long 23,62)
Korpisaari är en ö i Finland. Den ligger i sjön Näsijärvi och i kommunen Ylöjärvi i den ekonomiska regionen Tammerfors och landskapet Birkaland, i den södra delen av landet, 180 km norr om huvudstaden Helsingfors. Öns area är 26 hektar och dess största längd är 1,1 kilometer i öst-västlig riktning.